# Sam Surridge
Samuel William Surridge, né le 28 juillet 1998 à Slough, est un footballeur anglais jouant au poste d'attaquant au Nashville SC en MLS.

## Biographie

### En club
Formé à AFC Bournemouth, il passe ses premières saisons en prêt dans des clubs de Non-League.
Le 3 août 2017, il est prêté à Yeovil Town, avec lequel il fait ses débuts professionnels le 5 août suivant. Surridge inscrit dix buts en cinquante-trois rencontres sous le maillot de ce club qui évolue en quatrième division anglaise. Il est l'auteur de deux doublés cette saison-là, lors de la réception du Stevenage FC le 28 octobre (victoire 3-0), puis sur la pelouse de Coventry City le 2 avril (victoire 2-6).
En juillet 2018, Sam Surridge est prêté pour six mois à Oldham Athletic, qui évolue en D3 anglaise. Il inscrit douze buts en vingt matchs toutes compétitions confondues. De retour à Bournemouth en janvier 2019, il prend part à deux matchs de Premier League en février et mai 2019.
Le 6 août 2019, l'attaquant anglais est prêté pour une saison à Swansea City. Quatre jours plus tard, il porte le maillot du club gallois pour la première fois lors d'un déplacement à Derby County (0-0) en D2 anglaise. Le 21 août 2019, Surridge inscrit son premier but avec les Swans contre les Queens Park Rangers (victoire 1-3). Auteur de sept buts en vingt-trois matchs sous le maillot du club gallois au cours de la première partie de saison, il est rappelé par Bournemouth le 1er janvier 2020 et signe un nouveau contrat de quatre ans et demi avec les Cherries.
Le 4 août 2021, il rejoint Stoke City.
Après une saison et demie avec Nottingham Forest en Championship puis en Premier League, Sam Surridge est transféré au Nashville SC, franchise de Major League Soccer, le 25 juillet 2023. Le montant de la transaction est estimé à 6,5 millions de dollars américains et Surridge signe un contrat de trois ans et demi avec le statut de joueur désigné. Il dispute sa première rencontre avec le club du Tennessee le 8 août suivant, remplaçant Teal Bunbury à l'heure de jeu, avant d'inscrire le but de l'égalisation (2-2) en neuvième minute du temps additionnel, permettant ainsi à Nashville de l'emporter aux tirs au but face au Club América en huitièmes de finale de Leagues Cup.

### En sélection
Le 11 octobre 2019, Sam Surridge honore sa première sélection avec l'équipe d'Angleterre espoirs lors d'un match contre la Slovénie. Il inscrit un but à cette occasion (2-2).

## Statistiques
| Saison                | Club                   | Championnat           | Championnat | Championnat | Coupe nationale | Coupe nationale | Coupe de la Ligue | Coupe de la Ligue | Compétition(s) continentale(s) | Compétition(s) continentale(s) | Compétition(s) continentale(s) | Coupe locales | Coupe locales | Total | Total |
| Saison                | Club                   | Division              | M.          | B.          | M.              | B.              | M.                | B.                | Comp.                          | M.                             | B.                             | M.            | B.            | M.    | B.    |
| 2018-2019             | AFC Bournemouth        | Premier League        | 2           | 0           | -               | -               | -                 | -                 | -                              | -                              | -                              | -             | -             | 2     | 0     |
| 2019-2020             | AFC Bournemouth        | Premier League        | 4           | 0           | 1               | 1               | -                 | -                 | -                              | -                              | -                              | -             | -             | 5     | 1     |
| 2020-2021             | AFC Bournemouth        | Championship          | 29          | 4           | 4               | 1               | 2                 | 1                 | -                              | -                              | -                              | -             | -             | 35    | 6     |
| Sous-total            | Sous-total             | Sous-total            | 35          | 4           | 5               | 2               | 2                 | 1                 | -                              | -                              | -                              | -             | -             | 42    | 7     |
| 2015-2016             | Weymouth FC (prêt)     | SL Premier Division   | 7           | 1           | 0               | 0               | -                 | -                 | -                              | -                              | -                              | -             | -             | 7     | 1     |
| 2016-2017             | Poole Town FC (prêt)   | National League South | 12          | 7           | 1               | 0               | -                 | -                 | -                              | -                              | -                              | 3             | 1             | 16    | 8     |
| 2017-2018             | Yeovil Town (prêt)     | League Two            | 41          | 8           | 4               | 0               | 1                 | 0                 | -                              | -                              | -                              | 7             | 2             | 53    | 10    |
| 2018-2019             | Oldham Athletic (prêt) | League Two            | 15          | 8           | 2               | 1               | -                 | -                 | -                              | -                              | -                              | 3             | 3             | 20    | 12    |
| 2019-2020             | Swansea City (prêt)    | Championship          | 20          | 4           | -               | -               | 3                 | 3                 | -                              | -                              | -                              | -             | -             | 23    | 7     |
| Sous-total            | Sous-total             | Sous-total            | 95          | 28          | 7               | 1               | 4                 | 3                 | -                              | -                              | -                              | 13            | 6             | 119   | 38    |
| 2021-2022             | Stoke City             | Championship          | 20          | 2           | -               | -               | 4                 | 2                 | -                              | -                              | -                              | -             | -             | 24    | 4     |
| 2021-2022             | Nottingham Forest      | Championship          | 20          | 7           | 3               | 1               | -                 | -                 | -                              | -                              | -                              | -             | -             | 23    | 8     |
| 2022-2023             | Nottingham Forest      | Premier League        | 20          | 0           | 1               | 0               | 6                 | 2                 | -                              | -                              | -                              | -             | -             | 27    | 2     |
| Sous-total            | Sous-total             | Sous-total            | 40          | 7           | 4               | 1               | 6                 | 2                 | -                              | -                              | -                              | 0             | 0             | 50    | 10    |
| 2023                  | Nashville SC           | MLS                   | 0           | 0           | -               | -               | -                 | -                 | LCup                           | 1                              | 1                              | -             | -             | 1     | 1     |
| Total sur la carrière | Total sur la carrière  | Total sur la carrière | 190         | 41          | 16              | 4               | 16                | 8                 | -                              | 1                              | 1                              | 13            | 6             | 236   | 60    |

## Palmarès
Nashville SC
- Finaliste de la Leagues Cup en 2023